# Емецкое
Емецкое (Покромское) — озеро в России, находится в Хвойнинском районе Новгородской области. Принадлежит бассейну Волги.
Расположено в полутора километрах к югу от посёлка Песь. Высота над уровнем моря — 172,8 метра. Озеро имеет округлую форму. Длина составляет около 1 км, ширина до 0,95 км. Площадь водной поверхности — 0,76 км².

## Данные водного реестра
По данным государственного водного реестра России относится к Верхневолжскому бассейновому округу, водохозяйственный участок реки — Молога от истока и до устья, речной подбассейн реки — Реки бассейна Рыбинского водохранилища. Речной бассейн реки — (Верхняя) Волга до Куйбышевского водохранилища (без бассейна Оки).
Код объекта в государственном водном реестре — 08010200111110000002422.